# 待ちぼうけの女
『待ちぼうけの女』（まちぼうけのおんな）は、1946年に公開されたマキノ正博監督の日本映画。 
新藤兼人のオリジナル脚本『待帆荘』の映画化。

## スタッフ
以下のスタッフ名は特に記載がない限りKINENOTEに従った。
- 演出 - マキノ正博
- 脚本 - 新藤兼人 『待帆荘』[2]
- 製作 - 月森仙之助
- 撮影 - 三木滋人

## キャスト
以下の出演者名と役名はKINENOTEに従った。
- 高峰三枝子 - 竹の間の女
- 小杉勇 - 待帆丸の船長山口寛市
- 日守新一 - 杉原市郎次
- 神田澄孝 - 源
- 朝霧鏡子 - 孝子
- 星光子 - くに枝
- 川路龍子 - 早苗
- 山内明 - 吉田
- 佐野周二 - 藤川
- 三井秀男 - 駒鳥
- 槙芙佐子 - 咲子
- 斎藤達雄 - 市長
- 山路義人 - マグロさん
- 西村青兒 - 紳士

## 受賞歴
- 1946年度 第20回キネマ旬報
  - 日本映画ベスト・テン4位 『待ちぼうけの女』（マキノ正博監督）[3]